# Скелет людини

Скелет дорослої людини (вигляд спереду)

Скелет дорослої людини (вигляд ззаду)

Скеле́т люди́ни або кістя́к люди́ни (лат. Sceleton) — це тверда структура, утворена сукупністю кісток. Служить опорою людського тіла. При народженні скелет людини містить близько 300 кісток; до досягнення дорослого віку кількість кісток зменшується приблизно до 206, за рахунок зрощення низки дрібних кісток. Однак в цілому кількість кісток залежить від анатомічних особливостей, наприклад, в окремих людей наявна більша, ніж звичайно, кількість ребер чи хребців. Маса скелета, в середньому, становить близько 20 % від загальної маси тіла. Остеологія — наука про кістки.

## Функції скелета
Скелет виконує такі функції:
- опорну;
- рухову
- захищає м'які та вразливі органи (черепна коробка та грудна клітка);
- кровотворну (кістковий мозок бере участь у формуванні еритроцитів (еритропоез), лейкоцитів (лейкопоез) і тромбоцитів (тромбопоез);
- депозитарну (накопичує мінеральні солі: солі кальцію, фосфати).

## Класифікація кісток
Розрізняють кістки: непарні (розміщені по середній лінії тіла) та парні (розміщені з обох сторін відносно середньої лінії тіла).
За іншою класифікацією, кістки поділяють на:
- довгі (Ossa longa), довжина яких переважає над шириною (наприклад, стегнова);
- короткі (Ossa brevia);
- плоскі (Ossa plana);
- неправильні або атипові, мають складну форму, зовнішні чи внутрішні западини й виступи (наприклад, череп);
- сесамоподібні (Ossa sesamoidea), приховані у сухожиллях, невеликі за розмірами та завкруглені (наприклад, надколінник);
- вормієві, чи шовні, приховані, невеликого розміру та неправильної форми, містяться у черепних швах.

## Первинні та вторинні кістки
Первинні кістки — це структури, що утворюються безпосередньо із сполучної тканини. До первинних відносять кістки лицьового відділу черепа та даху черепа.
Вторинні кістки — це структури, що проходять сполучнотканинну, хрящову та кісткову стадії. До них належать кістки основи черепа, корпусу та кінцівок.
Розрізняють два основні типи осифікації (формування кісткової тканини):
- Ендесмальна.
- Перихондральна.
- Енхондральна.

За часом появи в онтогенезі ядра скостеніння поділяють :
- Первинні
- Вторинні
- Додаткові

## Будова скелета
Скелет людини складається з 3 частин: скелету голови (черепа), тулуба та кінцівок. До складу скелету тулуба відносяться хребет та грудна клітка. В склад скелету кінцівок входять верхні та нижні кінцівки, а також їхні пояси.

### Скелет голови (череп)
Череп людини (лат. Cranium) складається з 2 відділів:
мозковий (лат. Neurocranium) — утворений 8 кістками (парні скроневі та тім'яні кістки, непарні лобова, потилична, клиноподібна та решітчаста:
- Потилична кістка (Os occipitale)
- Тім'яна кістка (Os parietale)
- Скронева кістка (Os temporale)
- Клиноподібна кістка (Os sphenoidale)
- Лобова кістка (os frontale)
- Решітчаста кістка (Os ethmoidale)

лицьовий (лат. Viscerocranium) — утворений 15 кістками (парні верхньощелепні, носові, слізні, виличні, піднебінні, нижньоносові, а також непарні нижньощелепна, леміш, під'язикова):
- Вилична кістка (Os zygomaticum)
- Верхня щелепа (Maxilla)
- Нижня щелепа (Mandibula)
- Носова кістка (Os nasale)
- Слізна кістка (Os lacrimale)
- Піднебінна кістка (Os palatinum)
- Під'язикова кістка (Os hyoideum)
- Леміш (Vomer)
- Слухові кісточки (молоточок, ковадло, стремено) (Malleus, Incus, Stapes)

Потилична кістка має великий потиличний отвір (лат. Foramen Magnum), через який порожнина черепа з'єднана із спинномозковим каналом (лат. Canalis spinalis). У скроневій кістці є отвір зовнішнього слухового проходу. У кістках основи черепа є також дрібні отвори, через які проходять черепно-мозкові нерви, та кровоносні судини.

### Скелет тулуба
Скелет тулуба людини складається з 2 частин — хребет (лат. Columna vertebralis) та грудна клітка (лат. Thorax).
Грудна клітка складається з:
- 12 пар ребер (лат. Costae)
- Грудинини (лат. Sternum)

Хребет людини утворений 33-34 хребцями, поділеними на 5 відділів:
- шийний відділ (лат. Vertebrae cervicales) (7 хребців) — перший хребець (атлант) (лат. Atlas) та другий шийний хребець (лат. Axis) з'єднують хребет з черепом
- грудний відділ (лат. Vertebrae thoracicae) (12 хребців) — від кожного хребця відростає пара ребер; (лат. Th 1-12)
- поперековий відділ (лат. Vertebrae lumbales) (5 хребців) (лат. L1-L5)
- крижовий відділ (лат. Os sacrum) (4-5 хребців) — хребці зрослись в одну кістку (лат. S1-4/5)
- куприковий відділ (лат. Os coccygis) (4-5 хребців) — рудиментів (лат. Со1-Со4/5)

Кожен хребець складається з тіла (Corpus) та дуги (Arcus), але винятком є Атлант- 1-й хребець шийного відділу, у якого відсутнє тіло (тобто має атипову будову), від якої відходять декілька відростків. Тіло хребців і дуги складають хребцеві отвори, які утворюють хребетний канал (Canalis spinalis), де міститься спинний мозок. Хребці з'єднуються між собою за допомогою волокнистого хряща, що надає хребту гнучкості та еластичності.
Грудна клітка утворена ребрами та грудниною. Людина має 12 пар ребер, з яких перші 7 пар з'єднані безпосередньо з грудниною, наступні 3 прикріплюються до хрящів вищих ребер, а останні 2 пари розташовані вільно. Груднина розташована попереду грудної клітки і виконує важливу функцію — скріплює ребра між собою.

### Скелет кінцівок
Людина має 2 пари кінцівок — пару верхніх та пару нижніх. Верхні кінцівки називаються руками, а нижні — ногами.
Скелет верхніх кінцівок складається з 2 частин:

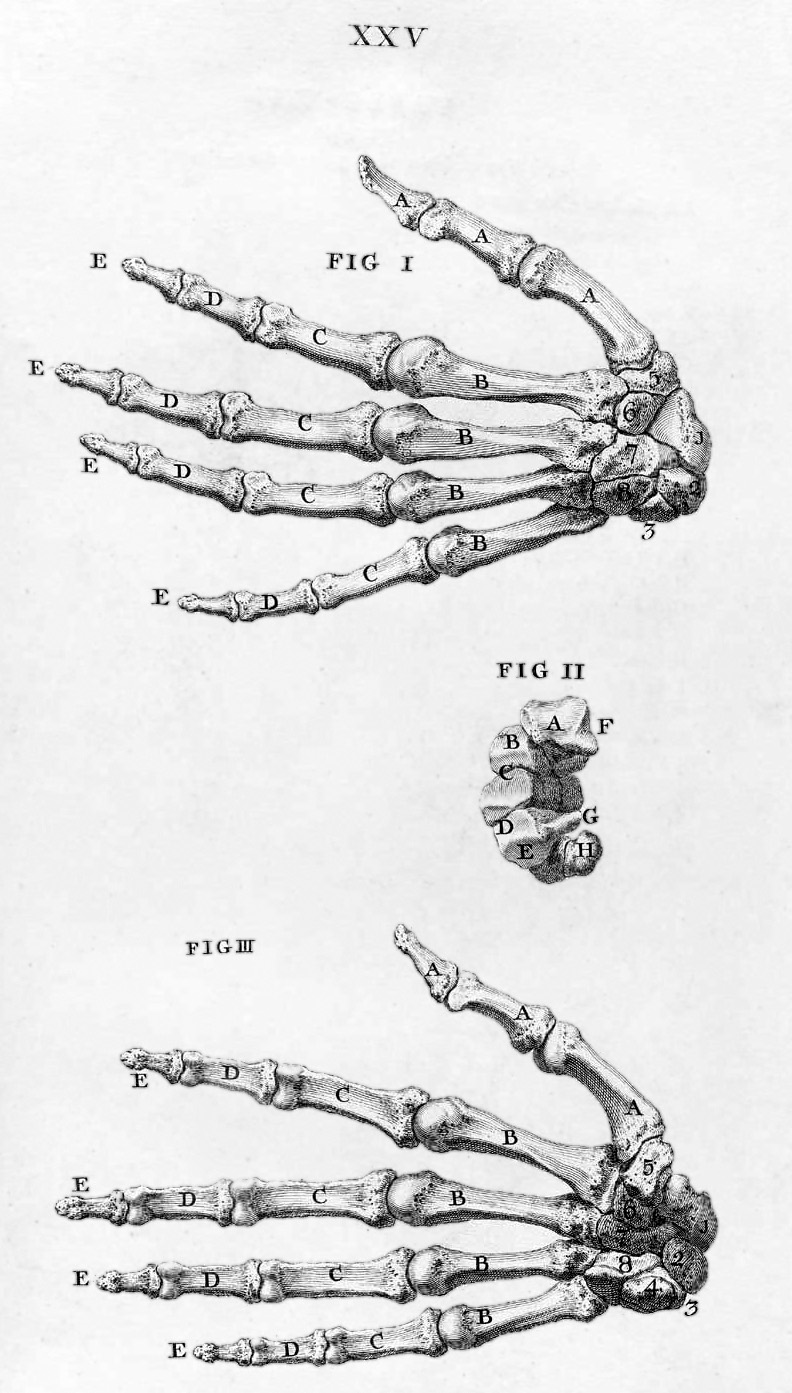
Кістки руки

- пояс верхніх кінцівок (лат. Cingulum membri superioris) — утворений парними кістками лопаток (Scapula) та з'єднаних з ними ключицями (Clavicula);
- вільні верхні кінцівки (лат. Membrum superius) — утворені з 3 відділів:
  - плече — утворене плечовою кісткою (Humerus), з'єднаною з лопаткою (Scapula);
  - передпліччя (лат. Ossa antebrachii) — утворене ліктьовою (Ulna) та променевою кістками (Radius);
  - кисть (лат. Manus)— утворена кістками зап'ястка, п'ястка та фаланг пальців руки (27 кісток).

Зап'ястя (Carpus) складається з восьми кісток (Ossa carpi):
- Човноподібна кістка (Os scaphoideum)
- Півмісяцева кістка (Os lunatum)
- Тригранна кістка (Os triquetrum)
- Горохоподібна кістка (Os pisiforme)
- Трапеція (Os trapezium)
- Трапецієподібна кістка (Os trapezoideum)
- Головчаста кістка (Os capitatum)
- Гачкувата кістка (Os hamatum)

П'ясток має п'ять метакарпальних кісток (Ossa metacarpi, під номером I—V).
- Дві сезамоподібні кістки (ossa sesamoidea) в метакарпофаланговому суглобі великого пальця

- Пальці складаються з трьох кісток (phalanx proximalis, phalanx media, phalanx distalis, підрядний номер I—V), великі пальці (I) складаються лише з двох (phalanx proximalis і phalanx distalis)

Скелет нижніх кінцівок складається з 2 частин:

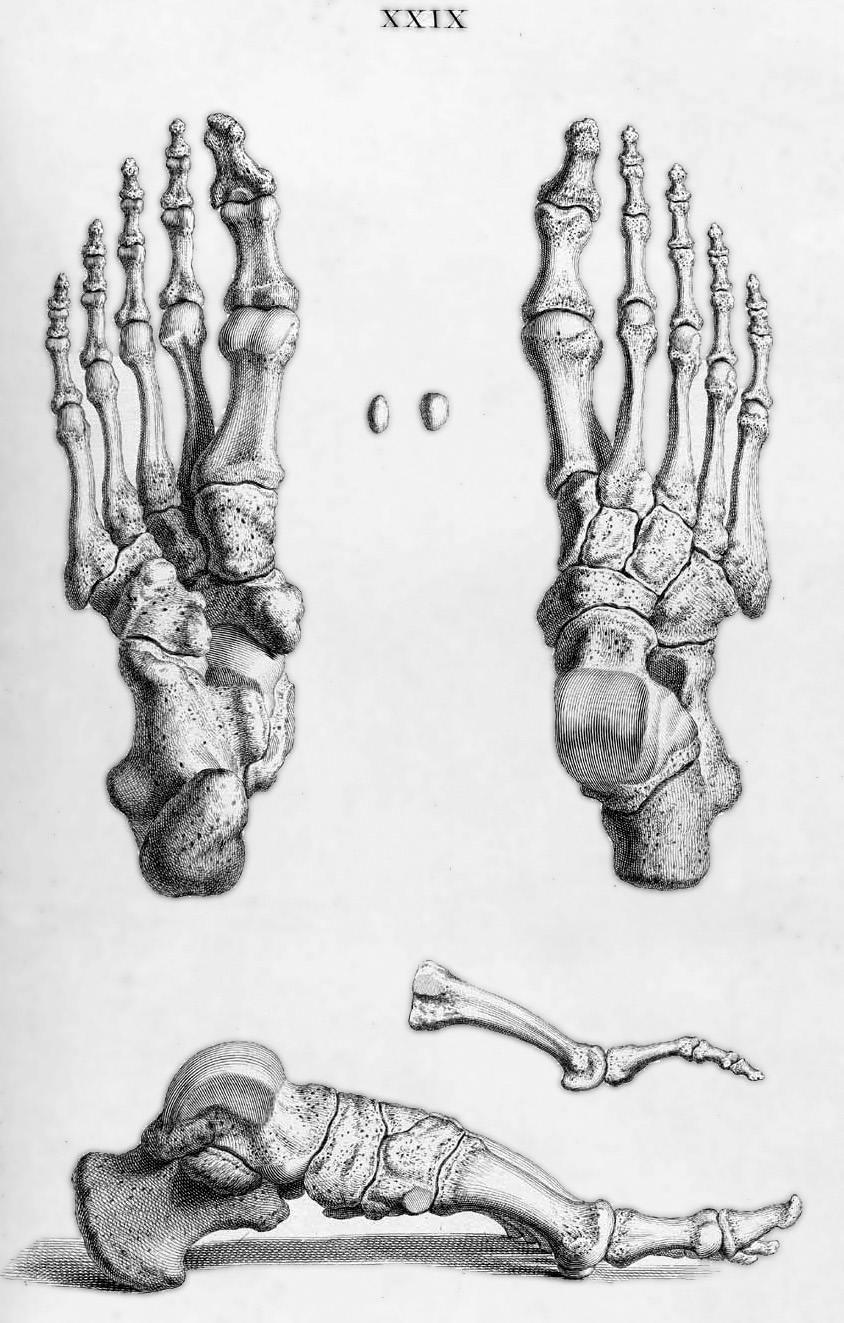
Кістки стопи

- пояс нижніх кінцівок (лат. Coxa) — утворений парними тазовими (зрослі лобкові, сідничні та клубові кістки) та крижовою кістками;
- вільні нижні кінцівки — утворені з 3 відділів:
  - стегно — утворене стегновою кісткою (Os femoris)
  - гомілка — утворена великою (Tibia) та малою гомілковою кістками (Fibula)
  - надколінник (Patella)
  - стопа (лат. Pes) — утворена кістками заплесна (разом з п'ятковою кісткою), плесна та фаланг пальців ноги.

Заплесно (Ossa tarsi):
- Надп'яткова кістка (Talus)
- П'яткова кістка (Calcaneus)
- Човноподібна кістка (Os naviculare)
- Три клиноподібні кістки (Os cuneiforme mediale, intermedium et laterale)
- Кубоподібна кістка (Os cuboideum)

П'ять кісток плесна (Ossa metatarsi, пронумеровані I—V)
- Дві сесамоподібні кістки (ossa sesamoidea) в плюсно-фаланговому суглобі великого пальця

- Кожний палець ноги складається з трьох кісток (phalanx proximalis, media, et distalis, під номером I—V), а великі пальці (I) складаються лише з двох кісток.

## Хвороби скелету
Хребет природно має 4 вигини — шийний та поперековий відділи спрямовані вперед, а грудний та крижовий назад. Але в молодому віці хребет має здатність викривлятись. Серед поширених хвороб хребта виділяють:
- сколіоз — викривлення вбік;
- кіфоз — викривлення назад;
- лордоз — викривлення вперед.

До хвороб скелету також відносять:
- Плоскостопість — зниження склепіння кісток стопи, що призводить до великої болі, тяжкості ходіння та затискання кровоносних судин

- Остеопороз — системне захворювання скелета, яке характеризується зменшенням маси кістки в одиниці об'єму та порушенням мікроархітектури кісткової тканини, що призводить до підвищення крихкості кісток та високого ризику їх переломів.[2]

- Пухлини кісток
- Рахіт
- Вроджені аномалії скелету зумовлені генетичними хворобами, пологовими травмами
- Остеомієліт
- Остеомаляція
- Гіпофосфатазія
- Остеопенія
- Хвороба Шоермана
- Хвороба Педжета
- Синдром Тітце
- Мієломна хвороба (плазмоцитома)
- Періостит